# Sablan
Sablan é um município de  quinta classe de renda municipal (d) na província Benguet, nas Filipinas. De acordo com o censo de 1 de maio  de  2020 possui uma população de 11 588 pessoas e 2 819 domicílios.